# Эвердинген
Эвердинген (нидерл. Everdingen) — бывший муниципалитет в Нидерландах. Вместе с Зейдервелдом и Хагестейном с 1986 года входил в состав муниципалитета Вианен. С 2019 года входит в состав муниципалитета Вейфхеренланден. Он занимает стратегическое положение на Лекдейке к югу от реки Лек. На востоке Эвердинген граничит с Дифдейком, здесь же проходит граница муниципалитета и провинции. 
В XIX веке неподалёку был построен форт Эвердинген как часть голландской линии водной обороны.
Изначально Эвердинген был посёлком в провинции Гелдерланд, но в 1820 году границы были изменены, и он стал частью Южной Голландии. Он перешёл из этой провинции в состав муниципалитета Вианен. Сейчас он находится в провинции Утрехт.
Эвердинген упоминается уже в 1284 году, когда крупные землевладельцы этого района были приглашены лордом Эвердингена для обсуждения и согласования содержания дамб.
В наши дни Эвердинген известен в основном по информации о дорожном движении, так как рядом находится перекрёсток автомагистралей и узкое место на автомагистралях A2 и A27.

## Галерея

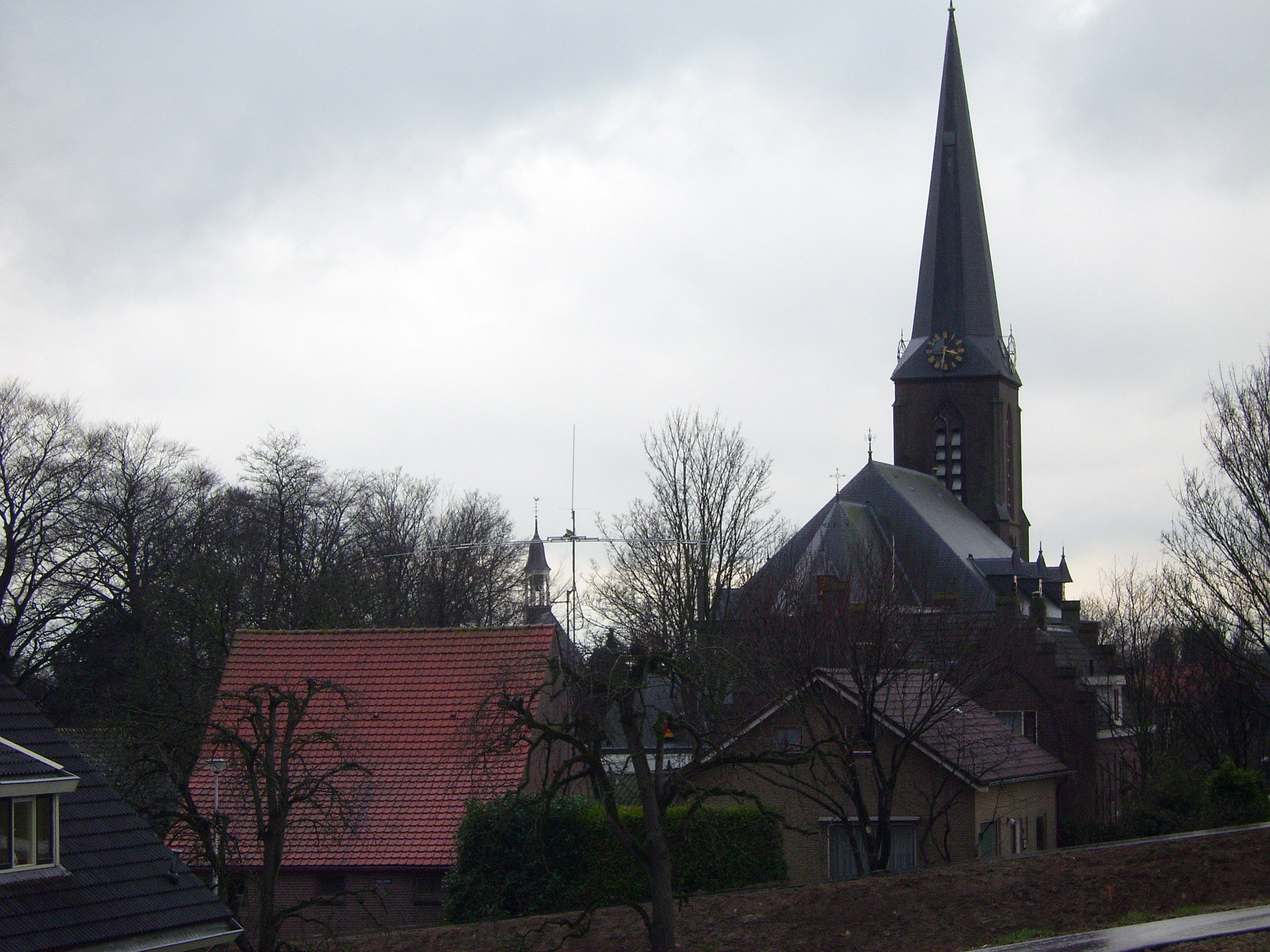
Церковь Эвердингена
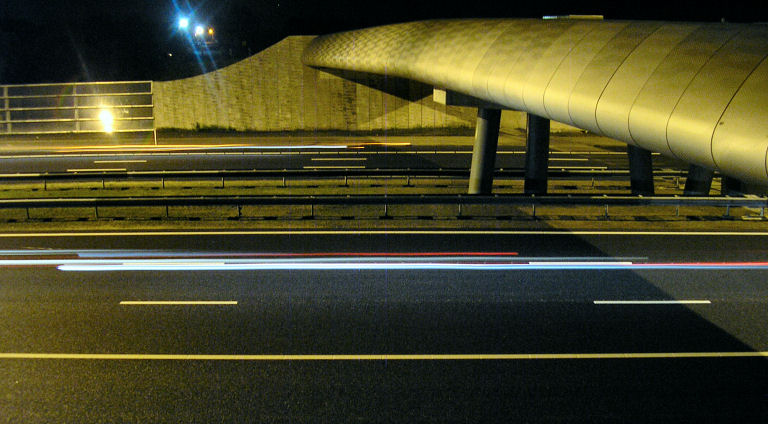
Прокол[англ.] дамбы на автостраде А2
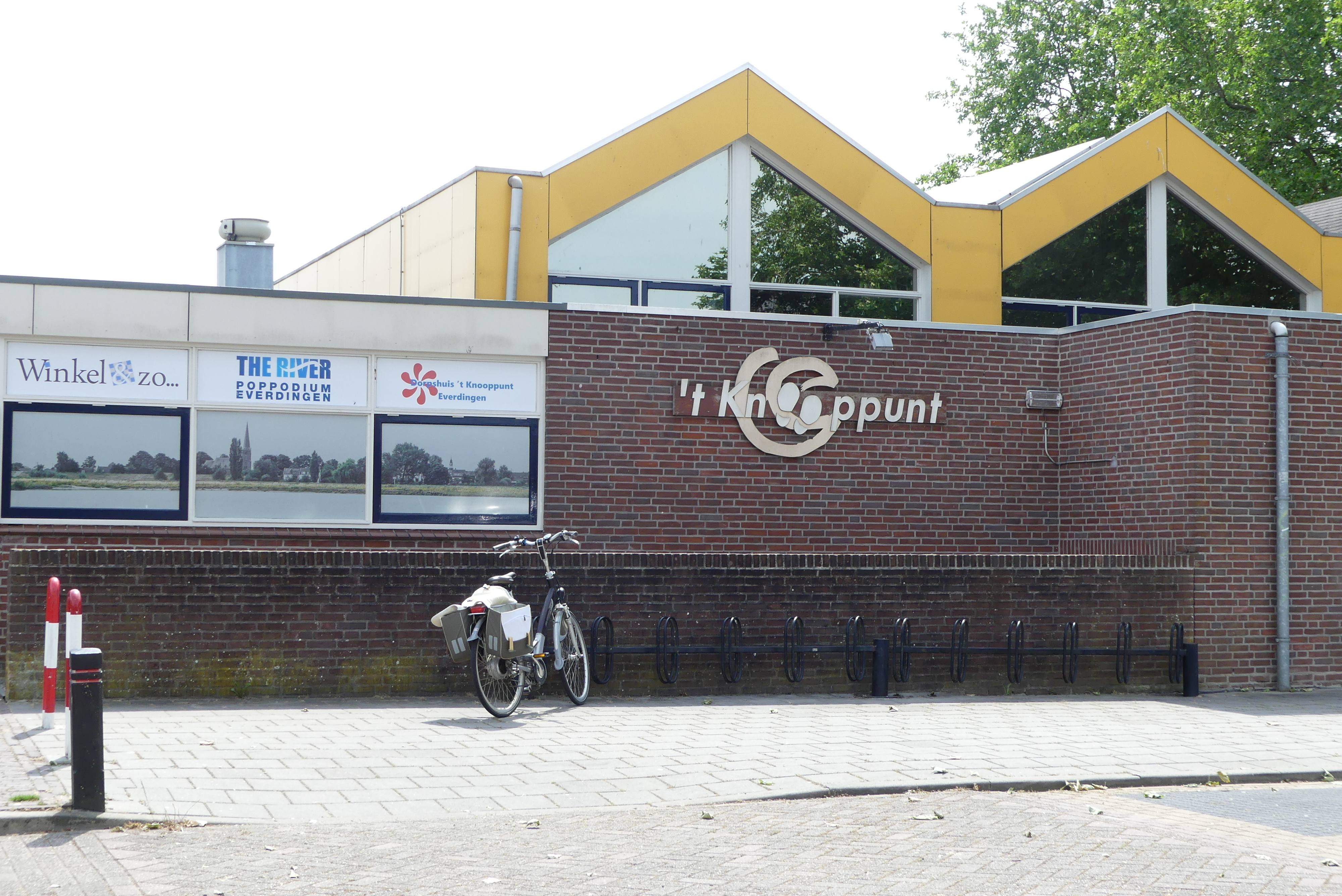
Деревенский дом
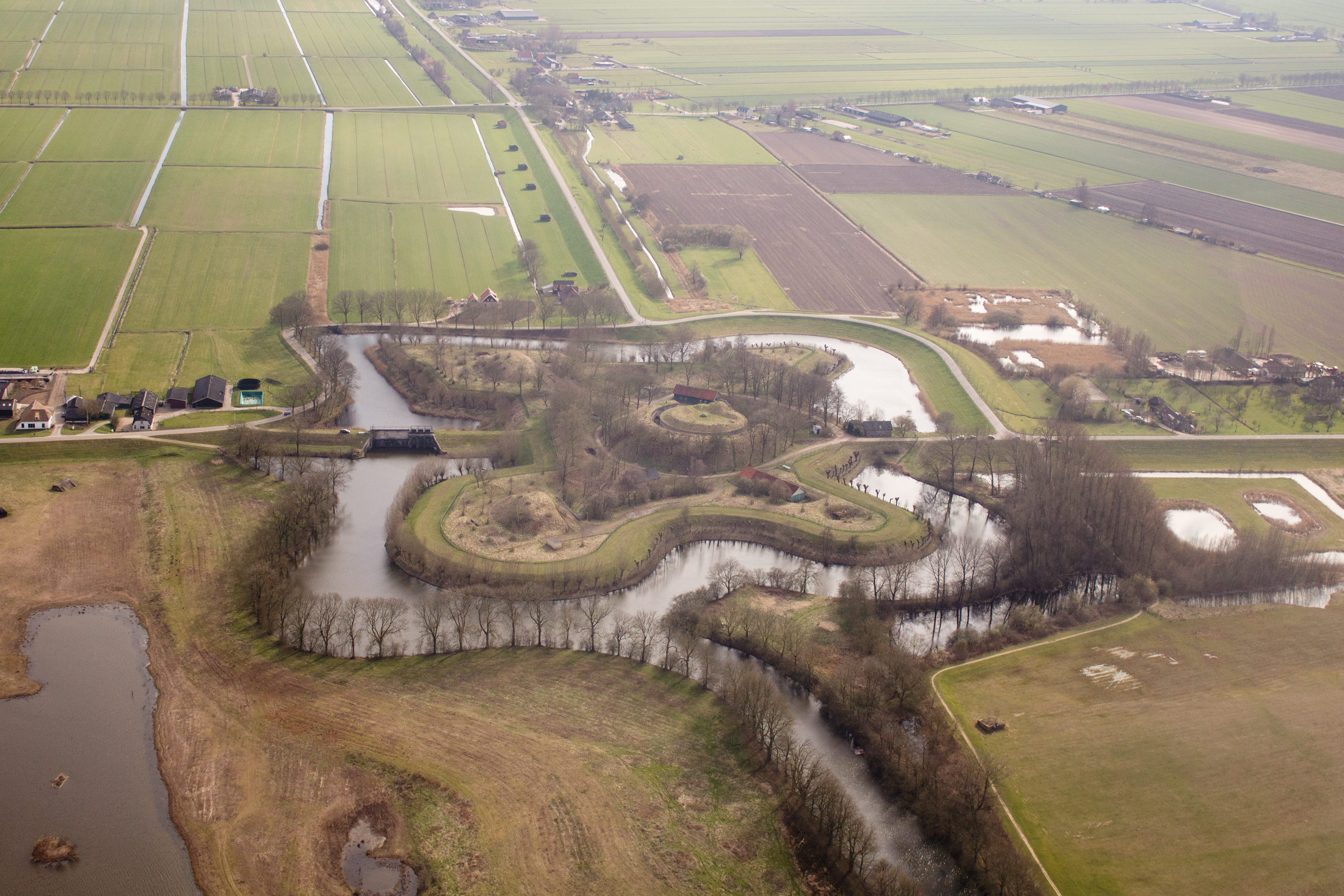
Форт Эвердинген